# Austroagrion watsoni
Austroagrion watsoni là loài chuồn chuồn trong họ Coenagrionidae. Loài này được Lieftinck mô tả khoa học đầu tiên năm 1982.

## Hình ảnh

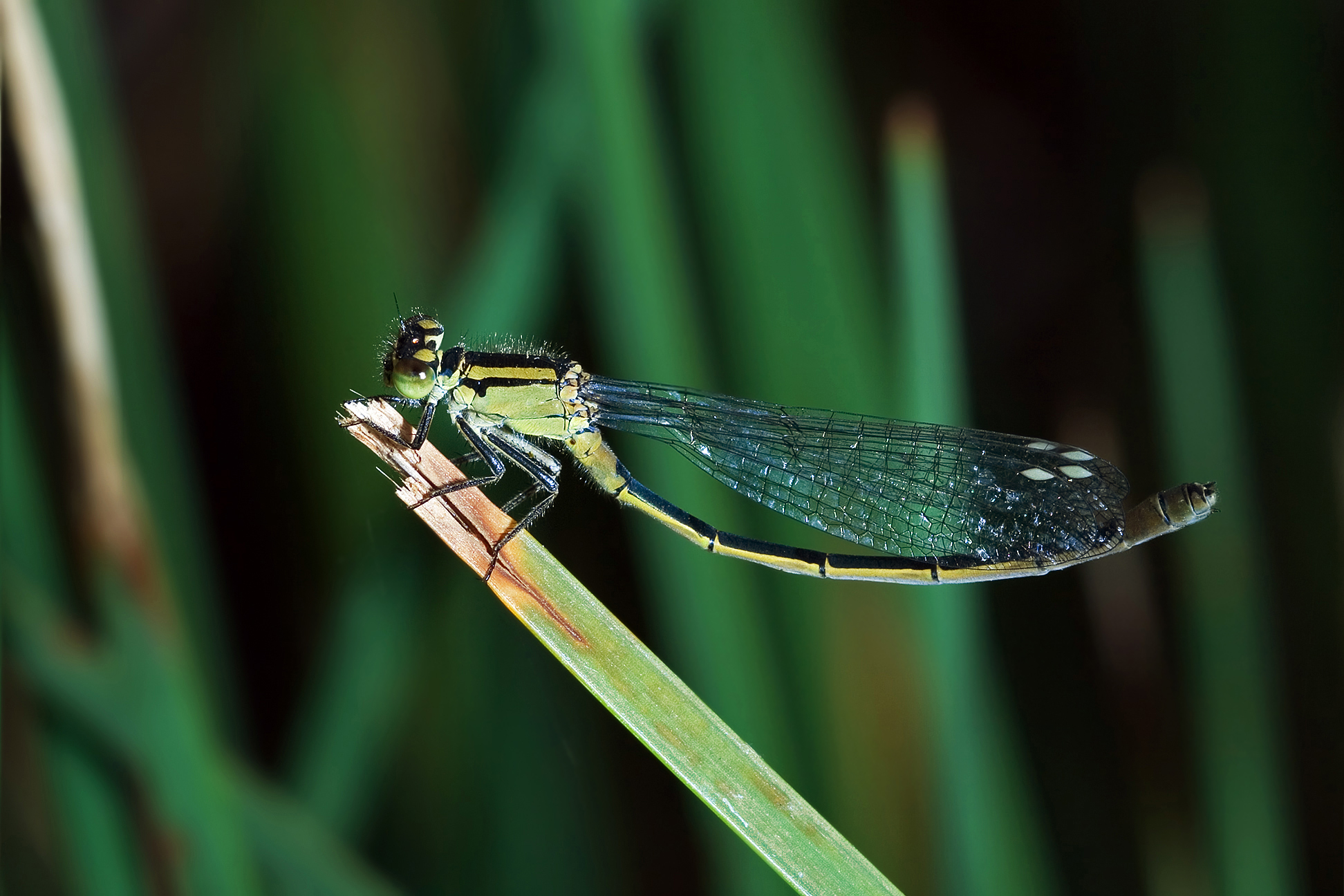